# Koncz Márton
Koncz Márton (Tallós?, 1675 körül – Pozsony, 1705. augusztus) vízimolnár, egyike a Rákóczi-szabadságharc szinte ismeretlen, de a kuruc seregeknek igen hasznos szolgálatot tett hírszerzőinek.

## Élete, tevékenysége
Pontos születési ideje és helye ismeretlen. Életéről írásos emlékek nem maradtak fenn, csupán tevékenysége követhető nyomon gróf Bercsényi Miklós levelezéseiben. A maga egyszerű módján, önzetlenül, minden anyagi ellenszolgáltatás nélkül, pusztán hazaszeretettől vezérelve szolgálta a függetlenség ügyét, szerezte be és adta át közvetlenül a kuruc seregek főgenerálisának a császári katonai csapatmozgásokról szóló híreket és információkat.
Koncz Márton vízimolnár volt a csallóközi, vereknyei Duna-ág egyik községében, Tallóson. A középkorú, vézna és beteges ember rendkívül jól ismerte a Csallóközt, a Fehér-hegyek vidékét és a morva határszélt.
…Az volt csak a mester, aki megépítette, ide a kanyarba. mert nem akármilyen malom volt ez a szigetalji hajósmalom, hanem remekbe szerkesztett mestermunka. Nem amolyan "pokolidő-malma" , amelyet csak az égzengéses zivatar moccant munkára s nem is csak az őszi meg a tavaszi esőzések idején őrlő "felhőt-kiáltó-malom". Ez a malom soha nem állt. A mester úgy elfogta itt a sziget alatt a vízsodrát, hogy a legnagyobb szárazság idején is zakatolt zihálva, csikorogva a malma. Messze környékről itt őröltetnek legszívesebben az emberek, pedig a Dunán, meg a közeli Dudvág mentén mióta beköszöntött a németes világ, úgy elszaporodtak az újmódi szitásmalmok, mint a tavaszi kikerics a vizenyős partokon…
1704 nyarán csatlakozott gróf Bercsényi Miklós kuruc seregéhez. A főgenerális környezete hívta fel rá a figyelmet, mivel minden mondanivalóját valami rajongó, álmodozó áhítatba merülve, bibliai hasonlatokkal és szimbolikus kifejezésekkel tarkított beszédek alakjában tudatta embertársaival. Az akkori babonás világban többször lehetett találkozni ilyesféle csillagnéző, léleklátó emberekkel, akiknek szavaira hallgatott a falu népe. Miközben elvont módon „az idők teljességéről” beszélt, rejtelmes képekbe burkolva jósolta meg a magyar nemzet győzelmét, Rákóczi királyi székét, és „az bécsi sasfészek elhányattatását”.
A kuruc seregek fővezére kezdetben fenntartásokkal fogadta Koncz szavait, de a számos beszélgetés során egyre inkább megbarátkozott vele és tréfásan elnevezte Habakuk prófétának. Miután megbizonyosodott arról, hogy nemcsak jövendőmondással, de más képességeivel is kitűnő szolgálatot tehet a hadseregnek, felderítő feladattal bízta meg. A szerény külsejű, vézna, szürke ember képes volt feltűnés nélkül átcsúszni az előőrsök vonalán, s hadműveleti mélységben mozogni. Hazafias lelkesedéstől fűtve, mindent gyűlölt, ami német, és önzetlenül vállalta mindazon megbízatásokat, amelyekkel őt a vidéken hadakozó kuruc parancsnokok, később maga Bercsényi ellátta. Bercsényi már 1704 őszétől „Márton”, illetve „M” megnevezéssel említi Rákóczinak írt leveleiben és jelentéseiben. Koncz nevét a szövegbe is szerette valamilyen módon beilleszteni, ha megállapításokról, puhatolódzásokról esett szó; például „kikoncoltam magamban”, „ebből mit koncolhatunk ki?”, vagy „megkoncoznám, ha lehet” vagy „Nem tudom, ehhez Mártony Uram mit konczol?”.
A főúr és az egyszerű ember bizalma odáig fejlődött, hogy szabad bejárása volt a főgenerális sátrába, mellette lovagolhatott, és a haditanácsban is kifejthette véleményét.
Éles látását és józan ítélőképességét jól példázza, hogy az 1704. december 26-án vívott nagyszombati csata előtt – amikor is nyomon kísérte Heister seregének felvonulását a harcba lépésig – felhívta a kuruc hadvezetés figyelmét a német zsoldosok átállási veszélyére. Sajnos ezt a tanácsát – noha egy ízben személyesen hallgatta meg a hírszerzőt – a fejedelem figyelmen kívül hagyta; mint később beigazolódott, a nagyszombati csatában éppen ez a momentum adta a döntő lökést a császáriak győzelméhez.
Koncz Márton a vesztes nagyszombati csata után viszonylag hosszú időre eltűnt, de a hírszerző tevékenységet nem hagyta abba: Bercsényi levelei csak a következő év januárjának végén említik ismét. Február közepén egy kémútjáról hazatérve hozta a hírt: Heister táborában van egy magyar, aki vállalkozott, hogy Rákóczit a császáriak kezére adja.
Bercsényi leveleiben utoljára 1705. augusztus 3-án esett szó arról, hogy beszélt Habakuk prófétával. Nem sokkal ezután elérte a szerencsétlen végzet: Bruck környékén egyik felderítő útja során a császári seregek elfogták, Pozsonyba szállították, és haditörvényszék elé állították. Bercsényi gróf haladéktalanul felvette a kapcsolatot Szirmay István nádori ítélőmesterrel – akire nagyon hallgattak Bécsben – és fogolycserét ajánlott fel a császáriak számára. Közbenjárása azonban nem vezetett eredményre.
1705 augusztusában az akkori hadi szokások szerint Koncz Mártont a császári haditörvényszék felségárulás vádjában bűnösnek találta és halálra ítélte. Így lett a magyar nemzeti ügy vértanúja az ábrándos tallósi molnár, a prédikátori hajlamokkal megáldott jövendőmondó, s Bercsényi ügyes hírszerzője.

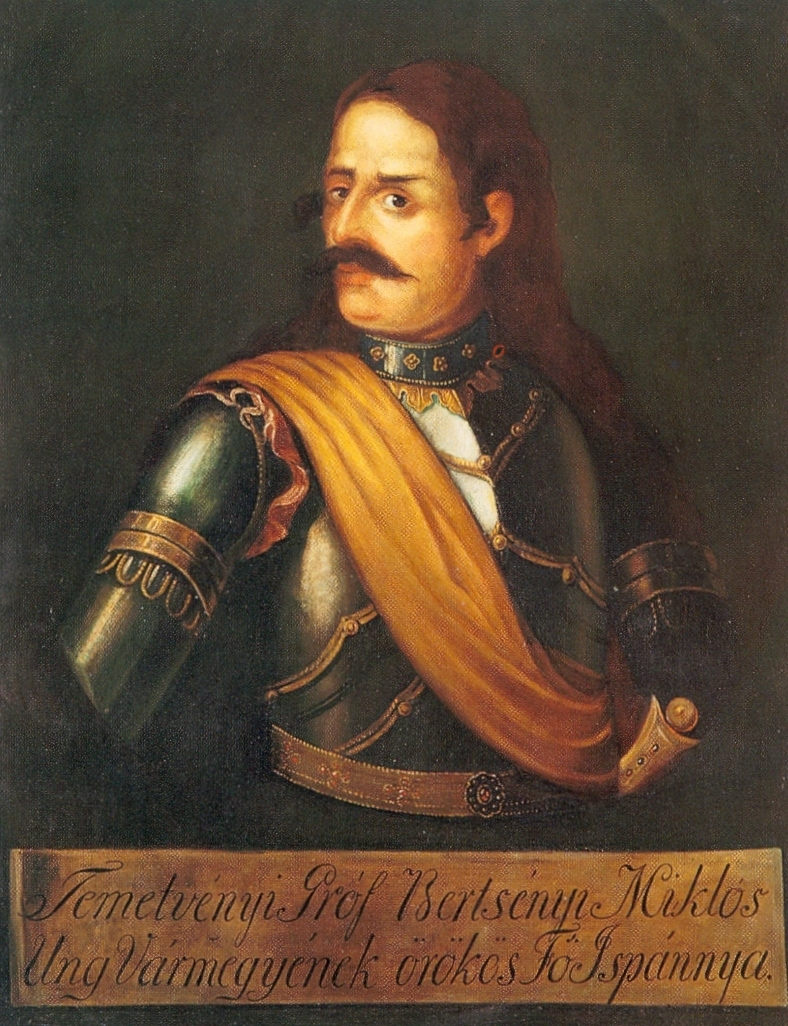
Bercsényi Miklós

„…Csak meghalunk az Confoederatióért! Juta eszemben, hogy nyilván most vágják ketté Mártont, ha eddig ki nem adta Habakukos lelkét. En, Kegyelmes Uram^ hiában megyek Miskolczra : mert gondolkodásábúl is kifáradtam már dolgainknak. Elnézem magunkot; Forgács retteg, Antal reked, Károli boszonkodó, Barkóczi panaszolkodó, Pekri sopánkodó, Toroczkai szomorkodó, Orosz Pál morgolódó, Gyürki Pál jövendöl, Bottyán mérgelődő, Sennyei nyeggevődő, Dániel öntöget, Andrási György tötöget, Csáki Mihály csak kaczagó, hát Petröczi csak piheg, — magam sem vagyok egy ebbel is jobb az Diákné vásznánál! Engem már az világ is megunt, — de én is őtet ; meghalladta már az én sorsom az crisissét. Nincs mivel kérkednünk, kegyelmes Uram, Nagyságod elűtt, — hoc male! Ihon, itt jól folynak dolgaink; azt mondják, nem lehet segétségek, majd ennyin leszünk, majd amannyin, majd mind összefagy az német ha megindul, — hoc bene! Hát mit csináljunk ?.. . Nem tudom bizonyén. Azt tudom, hogy vagyok s maradok Nagyságodnak alázatos szolgája G. B. Miklós ”

– Bercsényi Miklós levelének részlete Rákóczihoz 1706. január 13-án

## Emlékezete
Neve számos irodalmi műben megörökítésre került. Főhőse Gárdonyi Géza Koncz Márton számítása című, gyermekeknek szánt írásának, Lelkes Nándor József A kuruc-apostol című elbeszélésének, s külön fejezetet szentelt neki R. Várkonyi Ágnes, A kuruc kor hősei című könyvében.
Emlékét és nevét őrzi a Magyar Köztársaság honvédelmi minisztere által alapított Koncz Márton-díj, amelyet minden évben egy kiemelkedő munkát végző felderítő katona vehet át a felderítők napján.

## Külső hivatkozások
- A Magyar Köztársaság Katonai Felderítő Hivatal honlapja